# Eugen Nägele

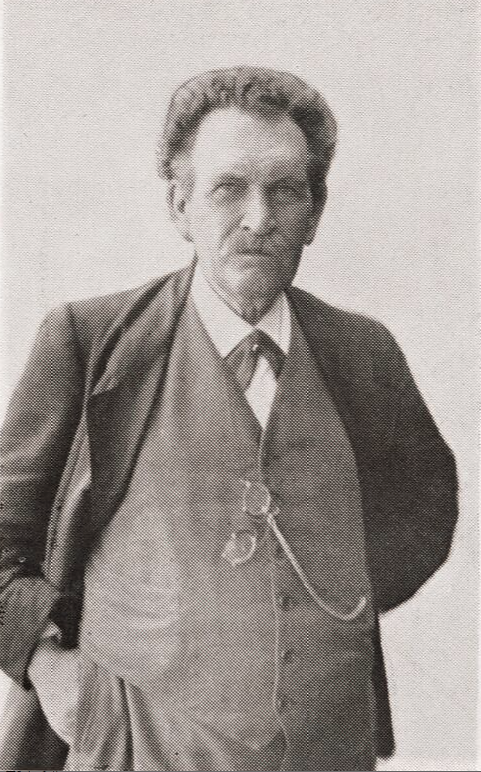
Eugen Nägele (1926)

Eugen Nägele (* 10. Februar 1856 in Murrhardt; † 16. Dezember 1937 in Tübingen) war ein deutscher Naturschützer, Pädagoge und Heimatforscher.

## Leben und Wirken
Eugen Nägele war der Sohn von Ferdinand Nägele, Schlossermeister, Stiftungspfleger und späterer Revolutionär und Abgeordneter 1848 in der Frankfurter Paulskirche, und dessen Ehefrau Luise, geborene Kapp. Er besuchte die Lateinschule in Murrhardt und wechselte 1870 zum Uracher Evangelisch-Theologischen Seminar. Als Student wurde er 1874 Mitglied der Tübinger Königsgesellschaft Roigel. Von 1874 bis 1878 studierte er klassische Philologie und Philosophie im Evangelisch-Theologischen Seminar in Tübingen. Als Zwanzigjähriger verfasste er einen Stadt- und Wanderführer Tübingen und seine Umgebung. Im Jahr 1879 trat er seine erste Stelle am Esslinger Gymnasium (das heutige Georgii-Gymnasium) an. König Karl I. von Württemberg übertrug ihm 1881 die Leitung der Lateinschule in Waiblingen. Ab 1884 bekleidete er mit dem Titel eines Professors die Rektorenstelle des Gymnasiums in Geislingen an der Steige. Von 1889 bis 1919 war Nägele Gymnasialprofessor in Tübingen, davon in den Jahren 1896–1906 war er der Vorstand der Höheren Mädchenschule.

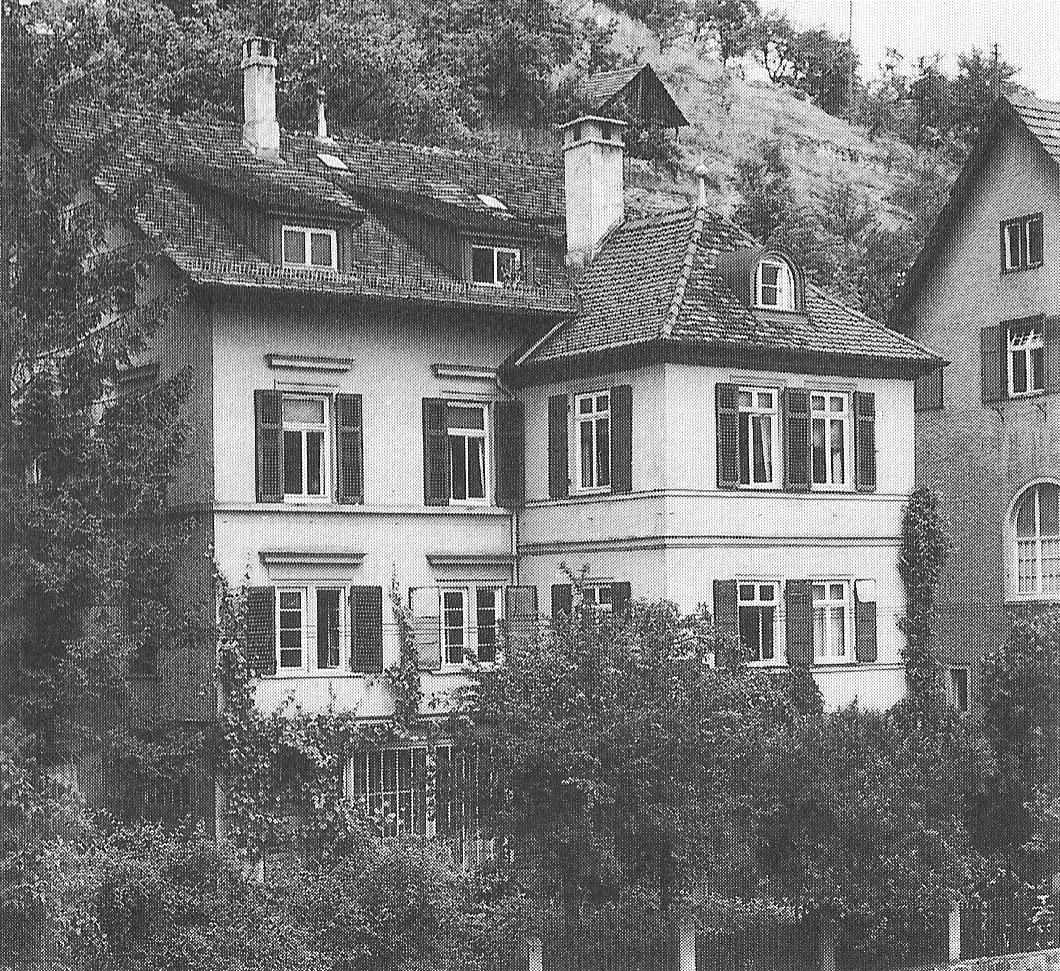
In diesem Haus in der Gartenstraße 25 (umgebaut 1911) wohnte Nägele seit den 1900er Jahren bis zu seinem Tod.

1895 berief ihn die Reichs-Limeskommission zum Streckenkommissar auf württembergischem Boden. Ein Jahr später grub er in deren Auftrag das Kastell Waldmössingen aus. Er war eines der Gründungsmitglieder 1888/1889 des Schwäbischen Albvereins (SAV). 1890 bis 1913 war er dessen stellvertretender Vorsitzender und von 1913 bis 1933 Vorsitzender. Von 1889 bis 1930 war er erster Schriftleiter der „Blätter des Schwäbischen Albvereins“. 1898 gründete er das Magazin „Tübinger Blätter“, bei dem er bis 1928 als Redakteur mitwirkte. Ferner war er Vorstandsmitglied der Tübinger Ortsgruppe des Vereins zur Erhaltung der Volkstrachten in Schwaben.

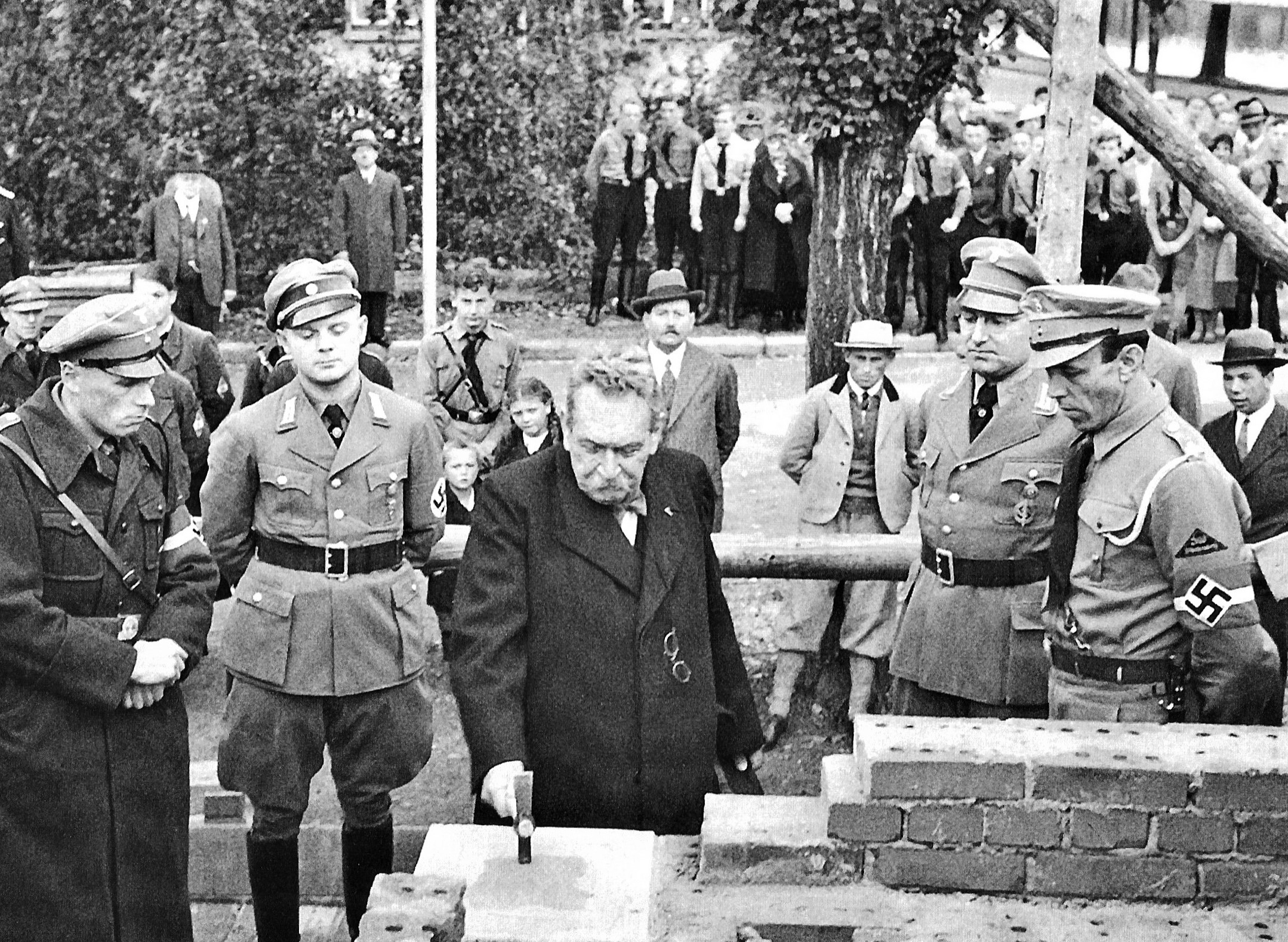
Eugen Nägele beim Einmauern des Grundsteins des „Hauses der Jugend“ am 20. Oktober 1935.

Zusammen mit dem Württembergischen Schwarzwaldverein gründete er 1897 das Schwäbische Jugendherbergswerk, einen Vorläufer des Deutschen Jugendherbergswerkes, und übernahm den Vorsitz. Ab 1900 war er im Verband Deutscher Touristenvereine maßgeblich an der Schaffung eines Unterkunftsnetzes für Wanderer und Jugendgruppen beteiligt. In dieser Funktion mauerte er am 20. Oktober 1935 – umgeben von den örtlichen NSDAP-Funktionären – den Grundstein des „Hauses der Jugend“ – der Jugendherberge – ein, eines Vorzeigeobjekts der Tübinger NSDAP. Nägele war zwar über die Vereinnahmung seines Werkes durch die Nationalsozialisten nicht froh, doch konnte er sich ihren Erwartungen nicht entziehen.
Nägele war württembergischer Landtagsabgeordneter der Volkspartei von 1907 bis 1912 und von 1914 bis 1918.

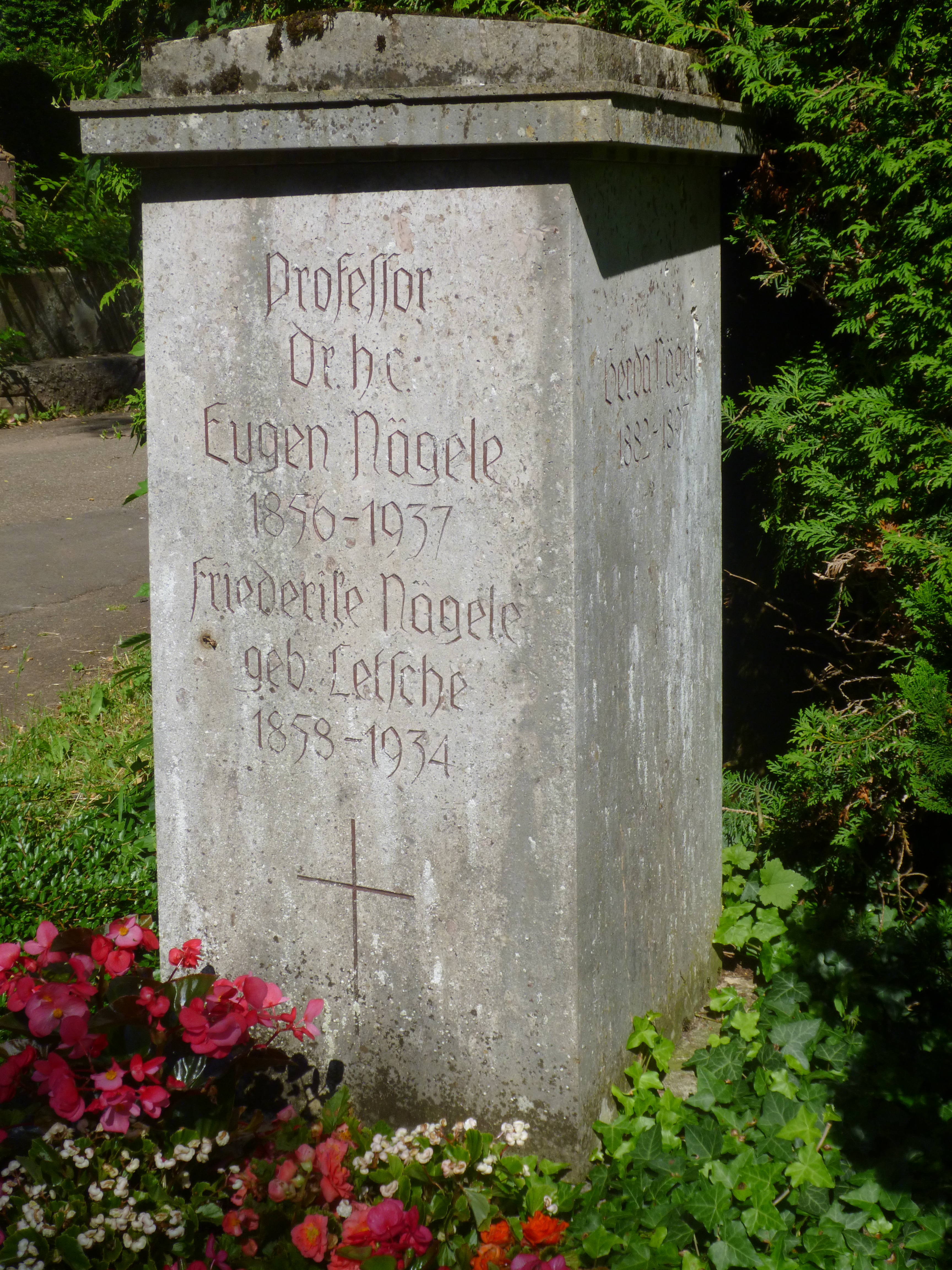
Grab auf dem Stadtfriedhof Tübingen

Nägele war Förderer des Naturkundlers Robert Gradmann und mit dem Schriftsteller Weinland, dem Schöpfer des Rulaman, sowie weiteren Größen seiner Zeit in Kontakt. Am 7. Dezember 1937 erlitt Nägele bei einem Unfall eine Schenkelhalsfraktur und wurde in die chirurgische Klinik in Tübingen eingeliefert. Dort erkrankte er an einer schweren doppelseitigen Lungenentzündung, an der er am Abend des 16. Dezember 1937 verstarb. Eugen Nägele wurde auf dem Stadtfriedhof Tübingen beigesetzt.

## Leistungen
Eugen Nägele setzte noch heute gültige Maßstäbe im Bereich Heimatkunde/Heimatforschung und im Jugendherbergswesen. Als Heimatforscher war er maßgeblich an der Erforschung der keltischen Heuneburg, des römischen Limes, der Römerstraßen und am Wiederaufbau der Hohenstaufenkapelle beteiligt. Seine Arbeiten über Schubart, Uhland und württembergische Volkskunde waren wegweisend. Seine Veröffentlichungen in den Blättern des Schwäbischen Albvereins sind eine reichhaltige Quelle zum Geschichts- und Naturstudium in Württemberg.

## Ehrungen
- 1926 wurde ihm zu seinem 70. Geburtstag der Ehrendoktor der Universität Tübingen (Dr. phil. h. c.) verliehen.
- 1926 Ehrenbürger von Murrhardt
- 1928 Ehrenbürger von Onstmettingen

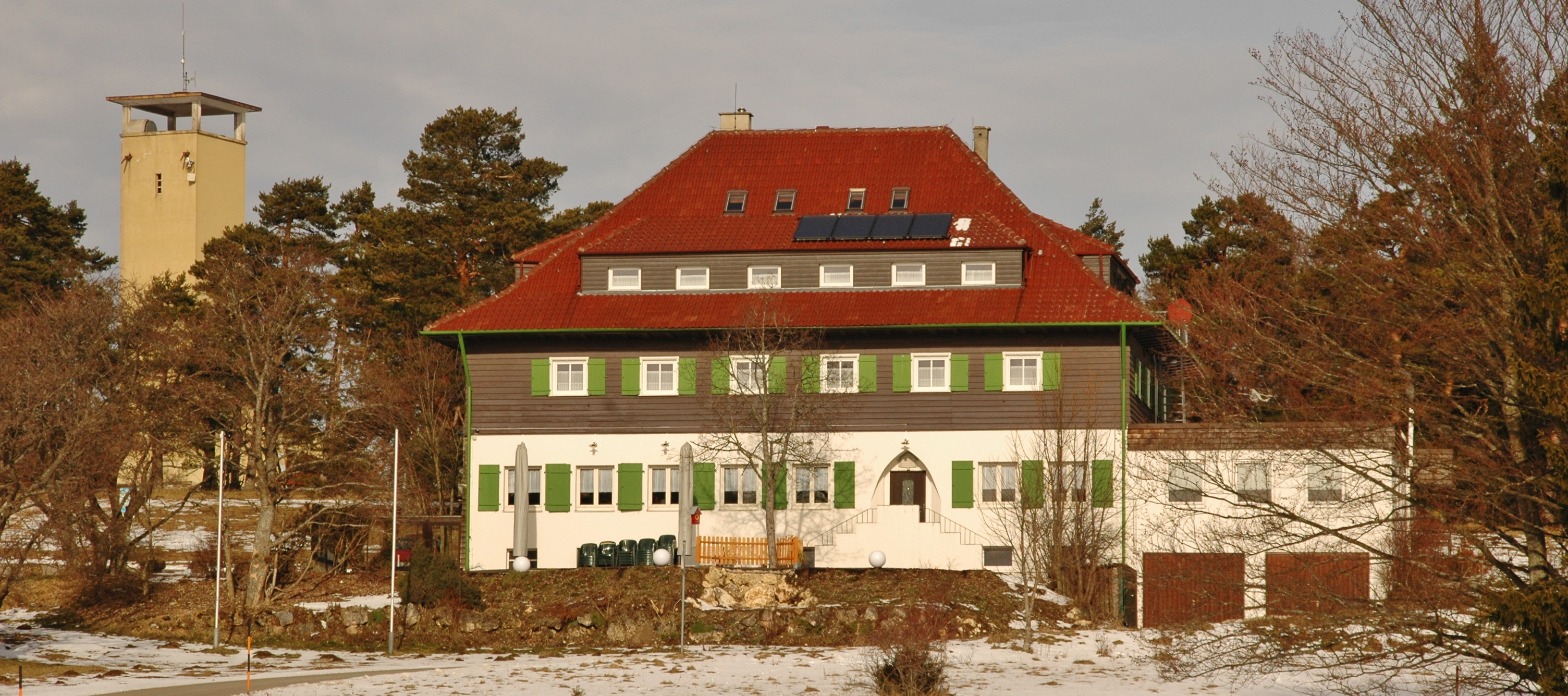
Nägelehaus auf dem Raichberg

- Benennung des Albvereins-Wanderheims Nägelehaus in Onstmettingen
- Benennung der Jugendherberge Eugen Nägele in Murrhardt
- Eugen-Nägele-Straße in Freudenstadt
- Nägelestraße in Fellbach
- Nägelestraße in Stuttgart (1938)
- Nägelestraße in Tübingen, nahe seinem letzten Wohnhaus

## Schriften (Auswahl)
- Das Kastell Waldmössingen in Der obergermanisch-raetische Limes des Roemerreiches, Abt. B, Bd. 5.2, 61 b. Petters, Heidelberg 1897.
- Alblimes. Ein Beitrag zur römisch-germanischen Forschung, Verlag des Schwäbischen Albvereins, Tübingen 1910.
- Grinario. Das römische Kastell bei Köngen, Verlag des Schwäbischen Albvereins, Tübingen 1911.